# OllyDbg
OllyDbg（以其作者Oleh Yuschuk的名字命名）是一个用于直接分析二进制程序的x86调试器，通常应用于找不到源代码的程序的调试。它会跟踪寄存器、过程、API、I/O、表格、常量以及字符串等。它具有友好的GUI，并且可以通过安装第三方插件来扩展它的功能。其1.x版本在1.10开发完毕后终止，2.0版本于2010年6月发布，该版本并没有延续1.x版本的代码，而是转而重写。尽管OllyDbg到现在为止还不支持反汇编x64处理器编译的二进制文件，但开发人员已经承诺将在以后的版本中支持调试x64处理器的程序。

## 许可证
该软件是免费的，不过1.x版本的共享软件许可证需要向作者申请。在2.x版本中，该要求已被移除。源代码可向作者购买。

## 逆向工程
OllyDbg通常用于逆向工程。常被破解爱好者用于破解其他开发者制作的软件。由于它的易用性和可用性，它通常是破解和逆向工程的主要工具。它的调试器可以用于编辑任何32位程序的二进制代码或汇编指令。对于程序员而言，这个软件对于确保程序的正常运转和分析恶意程序来说也有相当的用途。

## 相关软件
- Interactive Disassembler (IDA Pro)
- Radare2
- Ghidra
- Cheat Engine
- Debuggers for reverse-engineering software
- x64dbg
- Syser Debugger
- Syser Debugger by reversecode （页面存档备份，存于）  x32/x64 (reverse engineering & improvement)